# Il colpo - Analisi di una rapina
Il colpo - Analisi di una rapina (Croupier) è un film del 1998 diretto da Mike Hodges.
La pellicola, prodotta da Jonathan Cavendish, ha come interpreti principali Clive Owen, Kate Hardie, Alex Kingston, Nicholas Ball e Gina McKee.

## Trama
Jack Manfred è un aspirante scrittore che non riesce a sfondare, e così per tirare avanti inizia a lavorare come croupier in un casinò londinese. Sarà proprio questo suo nuovo lavoro che permetterà a Jack di trovare lo spunto giusto per scrivere finalmente una storia di successo, ma allo stesso tempo trascinerà Jack in un giro di affari più grandi di lui...

## Riconoscimenti
Lo sceneggiatore Paul Mayersberg venne candidato all'Edgar Allan Poe Award del 2001. Si parlò di una nomination all'Oscar per Clive Owen e di altre candidature ma il film venne escluso dall'Academy Award dopo essere stato presentato in una televisione olandese.